# SN 1998es
SN 1998es – supernowa typu Ia-pec odkryta 25 listopada 1998 roku w galaktyce NGC 632. Jej maksymalna jasność wynosiła 13,99m.